# Tunel Północnomujski
Tunel Północnomujski (ros. Северомуйский тоннель) – tunel kolejowy w Rosji, w Buriacji, na trasie BAM-u.
Przebiega pod Górami Północnomujskimi; długość 15 343 m (najdłuższy w Rosji); skraca czas przejazdu pociągów do 15 minut (przed wybudowaniem tunelu pociągi jeździły na powierzchni trasą długości 54 km, czas przejazdu 2,5 godziny). 
Budowę rozpoczęto w 1978, brało w niej udział ok. 30 tys. ludzi; oddany do użytku 5 grudnia 2003.